# 宮下トモヤ
宮下 トモヤ（みやした ともや、1981年7月20日 - 2011年12月31日）は、日本の男性総合格闘家。北海道苫小牧市出身。パワーオブドリーム所属。
自ら「日本一巧い」と公言するフロントチョークを得意技としていた。

## 来歴
学生時代は柔道部に在籍し、北海道苫小牧工業高等学校卒業後にバトラーツB-CLUBに入門した。
2002年7月23日、プロデビュー戦となったKushima's Fight 2で古島央と対戦し、3-0の判定勝ちを収めた。当時は本名である宮下智也をリングネームにしていた。
2002年10月29日、初出場となったパンクラス（パンクラスゲート）で平山英明と対戦し、時間切れドロー。
2002年12月8日、DEEP初出場となったDEEP2001 7th IMPACTの第1回フューチャーキングトーナメント69kg以下級1回戦で会田雅芳と対戦し、TKO負けを喫した。
2004年5月2日、パンクラス・ネオブラッド・トーナメント ライト級（-69kg）予選1回戦で桜沢正己に3-0の判定勝ちするも、負傷により山田崇太郎との決勝を棄権した。
2004年9月24日、リングネームを宮下トモヤに改めパンクラスゲート・ライト級プロフェッショナル昇格トーナメントに出場。1回戦で笹原トメヤフィリョと対戦し、アームロックで一本勝ち。11月26日、準決勝で広瀬和哉と対戦し、フロントチョークで一本勝ち。12月21日、決勝で松本光央と対戦し、0-3の判定負けで準優勝となった。
2006年10月10日、DEEP 26 IMPACTのフューチャーファイトで小見川和隆と対戦し、フロントチョークで一本勝ちを収めた。この試合がフリーランスとしての初戦となった。
2006年12月9日、DEEPフューチャーキングトーナメント2006・65kg以下級に出場。1回戦から準決勝までの3試合をすべて一本勝ちで決勝進出を決めた。12月20日、DEEP 27 IMPACTで行なわれた決勝で北田俊亮と対戦し、1-2の判定負けで準優勝となった。
2007年2月16日、DEEP 28 IMPACTのフューチャーファイトで高橋基希と対戦し、時間切れドローとなった。この試合からパワーオブドリーム所属となった。
2008年8月30日、キックボクシング初挑戦となったR.I.S.E. 49で板橋寛と対戦し、3RKO負けを喫した。
2008年11月8日、CAGE FORCE初出場となったCAGE FORCE EX -eastern bound-で大沢ケンジと対戦し、0-3の判定負けを喫した。
2009年8月14日、Krush初出場となったKrushライト級グランプリ2009のリザーブファイトで青津潤平と対戦し、0-3の判定負けを喫した。
2009年10月25日、DREAM初出場となったDREAM.12でZSTバンタム級（-60kg）王者藤原敬典と対戦し、3-0の判定勝ちを収めた。
2009年12月19日、DEEP初のケージ大会となったDEEP CAGE IMPACT 2009で山本篤と対戦し、0-3の判定負けを喫した。
2010年4月17日、DEEP 47 IMPACTでダレン・ウエノヤマと対戦し、フロントチョークで一本勝ちを収めた。
2010年8月27日、DEEP 49 IMPACTでDEEPバンタム級王者今成正和に挑戦し、0-5の判定負けを喫し王座獲得に失敗した。
2010年11月、縦隔に腫瘍（性腺外胚細胞腫瘍 非セミノーマ）が見つかり、治療のため入院した。
腫瘍摘出の手術は成功したものの、2011年5月には急性巨核芽球性白血病も発覚し、同年12月31日午後6時10分に亡くなった。30歳没。

## 戦績

### 総合格闘技
| 総合格闘技 戦績 | 総合格闘技 戦績 | 総合格闘技 戦績 | 総合格闘技 戦績 | 総合格闘技 戦績 | 総合格闘技 戦績 | 総合格闘技 戦績 |
| --------------- | --------------- | --------------- | --------------- | --------------- | --------------- | --------------- |
| 33 試合         | (T)KO           | 一本            | 判定            | その他          | 引き分け        | 無効試合        |
| 17 勝           | 1               | 13              | 3               | 0               | 7               | 0               |
| 9 敗            | 2               | 0               | 7               | 0               | 7               | 0               |

| 勝敗 | 対戦相手           | 試合結果                             | 大会名 | 開催年月日     |
| ×    | 今成正和           | 5分3R終了 判定0-5                    | DEEP 49 IMPACT 【DEEPバンタム級タイトルマッチ】                                                            | 2010年8月27日  |
| ○    | ダレン・ウエノヤマ | 2R 1:10 フロントチョーク             | DEEP 47 IMPACT                                                                                             | 2010年4月17日  |
| ×    | 山本篤             | 5分3R終了 判定0-3                    | DEEP CAGE IMPACT 2009                                                                                      | 2009年12月19日 |
| ○    | 藤原敬典           | 5分3R終了 判定3-0                    | DREAM.12                                                                                                   | 2009年10月25日 |
| ○    | 岡元飛竜           | 1R 1:34 フロントチョーク             | DEEP 42 IMPACT                                                                                             | 2009年6月30日  |
| ○    | クレイジーヒル     | 1R 2:39 スピニングチョーク           | DEEP 41 IMPACT                                                                                             | 2009年4月16日  |
| ×    | 大沢ケンジ         | 5分3R終了 判定0-3                    | CAGE FORCE EX -eastern bound-                                                                              | 2008年11月8日  |
| ○    | 和田竜光           | 2R 2:10 TKO（パウンド）              | CLUB DEEP TOKYO in 新宿FACE                                                                                | 2008年3月29日  |
| ○    | 伊是名正旭         | 1R 0:41 フロントチョーク             | club DEEP 東京 & フューチャーキングトーナメント全国大会                                                    | 2008年1月14日  |
| △    | 滝田J太郎          | 5分2R終了 時間切れ                   | 格闘王国 LIVE 2007                                                                                         | 2007年11月25日 |
| ○    | 薩摩竜仁           | 2R 3:03 フロントチョーク             | club DEEP 東京                                                                                             | 2007年9月15日  |
| △    | 綿貫一歩           | 5分2R終了 判定0-1                    | club DEEP 東京                                                                                             | 2007年6月16日  |
| ○    | 三上智司           | 1R 1:00 フロントチョーク             | DEEP 29 IMPACT                                                                                             | 2007年4月13日  |
| △    | 高橋基希           | 5分2R終了 時間切れ                   | DEEP 28 IMPACT                                                                                             | 2007年2月16日  |
| ×    | 北田俊亮           | 5分2R終了 判定1-2                    | DEEP 27 IMPACT 【フューチャーキングトーナメント 65kg以下級 決勝】                                          | 2006年12月20日 |
| ○    | 羅相福             | 2R 1:13 チョークスリーパー           | club DEEP 東京 & フューチャーキングトーナメント2006 【フューチャーキングトーナメント 65kg以下級 準決勝】   | 2006年12月9日  |
| ○    | 高藤正和           | 1R 1:38 三角絞め                     | club DEEP 東京 & フューチャーキングトーナメント2006 【フューチャーキングトーナメント 65kg以下級 準々決勝】 | 2006年12月9日  |
| ○    | 冨田利彦           | 1R 0:56 フロントチョーク             | club DEEP 東京 & フューチャーキングトーナメント2006 【フューチャーキングトーナメント 65kg以下級 1回戦】    | 2006年12月9日  |
| ○    | 小見川和隆         | 1R 4:51 フロントチョーク             | DEEP 26 IMPACT                                                                                             | 2006年10月10日 |
| ○    | 上畑哲夫           | 1R 4:20 腕ひしぎ十字固め             | ZST.8 | 2005年11月23日 |
| △    | 寺田功             | 5分2R終了 時間切れ                   | ZST SWAT! 03                                                                                               | 2005年10月23日 |
| △    | 片山伸             | 5分1R終了 時間切れ                   | ZST BATTLE HAZARD 02                                                                                       | 2005年9月10日  |
| △    | 清水俊一           | 5分2R終了 時間切れ                   | ZST SWAT! 02                                                                                               | 2005年7月24日  |
| ×    | 松本光央           | 5分2R終了 判定0-3                    | PANCRASE 2004 BRAVE TOUR 【ライト級プロフェッショナル昇格トーナメント 決勝】                               | 2004年12月21日 |
| ○    | 広瀬和哉           | 1R 4:30 フロントチョーク             | PANCRASE 2004 BRAVE TOUR 【ライト級プロフェッショナル昇格トーナメント 準決勝】                             | 2004年11月26日 |
| ○    | 笹原トメヤフィリョ | 2R 1:04 チキンウィングアームロック   | PANCRASE 2004 BRAVE TOUR 【ライト級プロフェッショナル昇格トーナメント 1回戦】                              | 2004年9月24日  |
| ○    | 桜沢正己           | 5分1R終了 判定3-0                    | PANCRASE 2004 BRAVE TOUR 【ネオブラッド・トーナメント ライト級予選 1回戦】                                 | 2004年5月2日   |
| ×    | NUKINPO!           | 5分2R終了 判定0-3                    | DEMOLITION atom                                                                                            | 2003年9月3日   |
| ×    | 佐東伸哉           | 5分2R終了 判定0-3                    | DEMOLITION                                                                                                 | 2003年5月1日   |
| ×    | 西野聡             | 1R終了時 TKO（タオル投入：右脚負傷） | DEMOLITION                                                                                                 | 2003年2月9日   |
| ×    | 会田雅芳           | 1R 4:56 TKO（パンチ連打）            | DEEP2001 7th IMPACT in DIFFER ARIAKE 【フューチャーキングトーナメント 69kg以下級 1回戦】                   | 2002年12月8日  |
| △    | 平山英明           | 5分2R終了 時間切れ                   | PANCRASE 2002 SPIRIT TOUR                                                                                  | 2002年10月29日 |
| ○    | 古島央             | 5分2R終了 判定3-0                    | Kushima's Fight 2                                                                                          | 2002年7月23日  |

### 総合格闘技タッグマッチ
| 勝敗 | 対戦相手                                 | 試合結果                               | 大会名 | 開催年月日    |
| ○    | 清水俊一&清水俊裕 （パートナー：西哲也） | 1R 0:18 フロントチョーク （宮下→俊一） | ZST.9  | 2006年2月18日 |

### キックボクシング
| キックボクシング 戦績 | キックボクシング 戦績 | キックボクシング 戦績 | キックボクシング 戦績 | キックボクシング 戦績 | キックボクシング 戦績 | キックボクシング 戦績 |
| --------------------- | --------------------- | --------------------- | --------------------- | --------------------- | --------------------- | --------------------- |
| 2 試合                | (T)KO                 | 判定                  | その他                | 引き分け              | 無効試合              |                       |
| 0 勝                  | 0                     | 0                     | 0                     | 0                     | 0                     |                       |
| 2 敗                  | 1                     | 1                     | 0                     | 0                     | 0                     |                       |

| 勝敗 | 対戦相手 | 試合結果                 | 大会名                                                                                          | 開催年月日    |
| ×    | 青津潤平 | 3R終了 判定0-3           | Krushライト級グランプリ2009 〜開幕戦 Round.2〜 【Krushライト級グランプリ2009 リザーブファイト】 | 2009年8月14日 |
| ×    | 板橋寛   | 3R 1:38 KO（パンチ連打） | R.I.S.E. 49 〜RISING ROOKIES CUP〜                                                              | 2008年8月30日 |